# Firmino Costa
Firmino Costa (Niterói, 1869 — Belo Horizonte, 1939) foi um educador, filólogo e lexicógrafo brasileiro.
O quinto de uma família de nove filhos, Firmino Costa Pereira nasceu em 1869, em Niterói, por acaso. Sua mãe estava na cidade para um tratamento de saúde. Mas, assim como seus pais, ele sempre se considerou cidadão de Lavras, pois ali passou toda a sua infância e depois, boa parte da sua vida adulta.
Autor de vários livros, e profundo conhecedor da língua portuguesa e de sua literatura, Firmino Costa foi professor em Lavras no Instituto Presbiteriano Gammon e no Colégio Nossa Senhora de Lourdes. Em 1907 fundou o Grupo Escolar de Lavras (que mais tarde recebeu a denominação de Escola Estadual Firmino Costa), e onde editou o Vida Escolar: Boletim Quinzenal do Grupo Escolar de Lavras, no período de 1 de maio de 1907 a 15 de novembro de 1908.
Foi reitor do Colégio Mineiro de Barbacena, dirigiu a Escola Normal Modelo em Belo Horizonte, onde pode expandir suas experiências pedagógicas, lecionou no Colégio Batista Mineiro e no Colégio Isabela Hendrix, também em Belo Horizonte.
É o autor do Vocabulário analógico, publicado pela Companhia Melhoramentos de São Paulo, na década de 1930. Esta sua obra foi prefaciada por Afonso d'Escragnolle Taunay, membro da Academia Brasileira de Letras.

## Obras[5]
1. Aprender a estudar (s/d);
2. Calendário Escolar (s/d);
3. O ensino popular, varios escryptos (1913);
4. O ensino primario (1920);
5. Grammatica portugueza (1921);
6. Vocabulario analogico (1933);
7. Lexico grammatical (1934);
8. Pela escola activa (1935);
9. Pestalozzi (1935);
10. A liberdade – Discurso de Paranympho (1937)
11. Como ensinar linguagem no curso primario (1939).